# استحکامات مالت

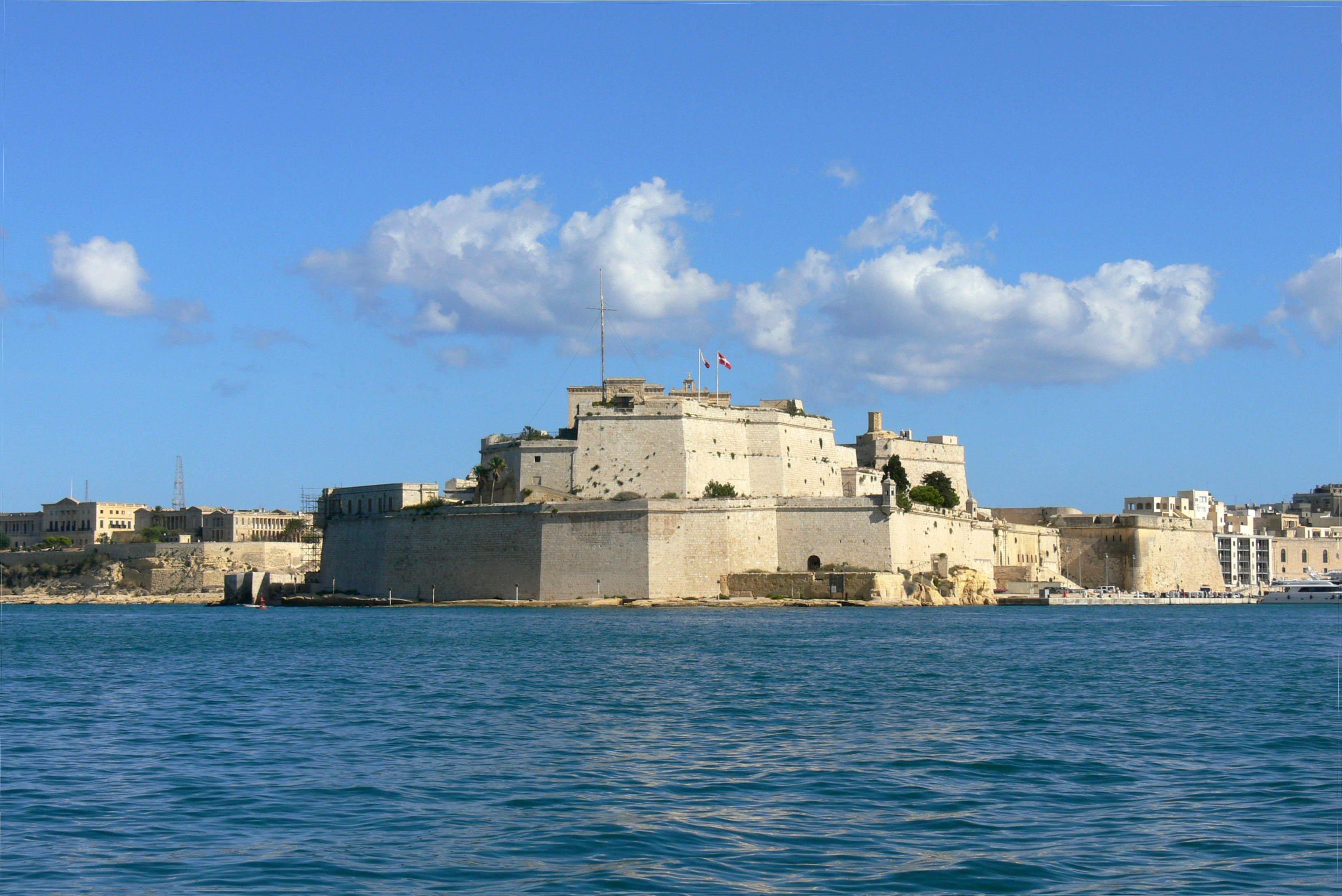
دژ سنت آنجلو در بیرگو

استحکامات مالت (انگلیسی: Fortifications of Malta)، شامل دیوارهای دفاعی شهرها، قلعه‌ها نظامی، دژها، برج‌های دیده‌بانی، آتشبارها و دیگر بناهای مرتبط با استحکامات دفاعی است که طی صدها سال از سال ۱۴۵۰ قبل از میلاد تا قرن ۲۰ میلادی ساخته شده‌اند. به همین دلیل مالت مبدل به نقطه‌ای استراتژیک و بندرهای حیاتی طی قرون متمادی شده است.
نخستین استحکامات مالت در عصر برنز ساخته شده است. فینیقی‌ها، رومی‌ها و بیزانسی‌ها نیز دیوارها و استحکامات دفاعی متعددی در طول زمان در این ناحیه ایجاد کردند اما مقدار اندکی از آنها تا کنون باقی مانده است. در اواخر قرون وسطی، استحکامات اصلی مالت، مدینا، سیتادل، کاستروم ماریس و تعدادی برج‌های دیدبانی ساحلی بود. با این حال استحکامات دفاعی مالت در دوره شوالیه‌های سنت جان میان سال ۱۵۳۰ تا ۱۷۹۸ ساخته و گسترش یافت. شوالیه‌های سنت جان یا مهمان‌نواز بناهای دفاعی جدیدی همچون استحکامات بیرگو یا استحکامات والتا را ایجاد کردند و وضعیت سایر بناهای دفاعی را نیز بهبود و ارتقا دادند.
پس از اشغال کوتاه‌مدت مالت توسط فرانسه، در سال ۱۸۰۰ کنترل این جزیره به دست امپراتوری بریتانیا افتاد.